# Předložka
Předložka (lat. praepositio; v některých jazycích záložka, lat. postpositio) je neohebný slovní druh. Předložky stojí (na rozdíl od jiných typů adpozic) před podstatnými jmény, zájmeny a číslovkami. Nejsou plnovýznamovým slovním druhem (odborně se označují jako synsémantika), ale pomáhají vytvářet fráze a modifikovat vztahy mezi větnými členy. Předložka sama o sobě není větným členem, stává se jím teprve ve spojení s příslušným výrazem. Ve flektivních jazycích, jako je čeština, se každá předložka pojí s určitým pádem nebo více pády. V jiných jazycích mohou předložky systém pádů plně nahradit.
Podle původu rozlišujeme předložky primární (též původní, v češtině např. na, v, do, z, k , u) a sekundární (též nepůvodní, např. kolem, díky, kvůli), které vznikly z jiných slovních druhů a ustálených frází.

## Postavení ve větě
Předložka stojí před podstatným jménem, zájmenem nebo číslovkou, ke kterým se vztahuje. Je-li podstatné jméno rozvito přívlastky, předložka se klade před celý takto rozvitý větný člen. Příklady:
- o městě, o něm, o pěti
- o velmi starém městě

V některých jazycích je pociťována silná vazba mezi předložkou a slovesem. Proto např. v anglické vedlejší větě nebo otázce obvykle nestojí předložka před vztažným/tázacím zájmenem, ale za slovesem na konci věty:
- What is it about? – O čem to je?
- the house I live in / the house which I live in– dům, ve kterém bydlím

V některých jazycích (např. v maďarštině) existují tzv. záložky (postpozice), které plní stejnou funkci jako předložky, ale stojí až za podstatným jménem: sampon korpásodás ellen – šampón proti lupům. V latině mohou mít některé záložky formu přípony, například nobiscum (s námi) jako alternativa k cum nobis, podobně i v turečtině, finštině atd.

## Vazby předložek a záložek
Ve flektivních jazycích (např. v češtině) se předložka obvykle pojí s určitým pádem:
- na ulici, v domě, do města, z okna

Předložka se může pojit s více než jedním pádem, tím se však vyjadřují různé významy – typicky např. rozlišení místa a směru:
- na stůl (ak., kam?) x na stole (lok., kde?)

Obdobně například i v němčině:
- in der Stadt (dat.) – ve městě x in die Stadt (ak.) – do města

V maďarštině se záložky pojí nejčastěji se základním pádem (nominativem). Se systémem pádů se zpravidla nekombinují. Záložky plní podobnou funkci jako pádové koncovky, avšak s tím rozdílem, že nepodléhají samohláskové harmonii (mají pouze jeden tvar) a v písmu stojí samostatně:
- az asztalon – na stole, a széken – na židli (pádové koncovky superessivu; místo)
- az asztalra – na stůl, a székre – na židli (pádové koncovky sublativu; směr)
- az astal alatt – pod stolem, a szék alatt – pod židlí (záložka; místo)
- az astal alá – pod stůl, a szék alá – pod židli (záložka; směr)

V některých jazycích (angličtina, švédština, francouzština) systém předložek zcela nahrazuje systém pádů. Příklad z angličtiny:
- of a house – domu, to the house – k domu, about a house – o domě, with a house – s domem, by a house – domem

Volba předložky primárně závisí na slovese, tj. sloveso se může pojit jen s určitými předložkami: počítat s něčím, spoléhat na něco, uvažovat o něčem